# Umgebungsschutz
Unter Umgebungsschutz versteht man im Denkmalwesen diejenigen Regelungen, die ein Kulturdenkmal vor einer Beeinträchtigung seines Anblickes (Erscheinungsbildes) schützen sollen.
Typische Werkzeuge dieses Umgebungsschutzes sind beispielsweise die Pufferzonen eines UNESCO-Welterbes oder Aspekte des Ortsbildschutzes.
Der Begriff umfasst im Allgemeinen konkret die Umgebung, nicht etwa ein Bauwerk als solches: An-, Zu- und Ausbauten, die den Anblick ebenfalls beeinflussen, gehören zum denkmalschützerischen Anliegen im engeren Sinne: So wäre ein beigestellter Stiegentrakt oder ein Eingangsvorbau eines Schutzobjektes direkter Inhalt der Schutzintention (Substanzschutz), aber ein getrennter Bau, der die Hauptsichtfassade von einem prominenten Standort verstellen würde, sehr wohl Umgebung. Der konkrete Umfang hängt von der rechtlichen Rahmenbedingung der Ausweisung als Denkmal oder Kulturgut ab: Er bezieht sich meist nur auf die straßenräumliche Dimension, in Ausnahmefällen auf die weitere Umgebung, etwa Hochhäuser oder Windkraftanlagen im Hintergrund eines Großensembles (Fernwirkung). Geregelt sind meist allgemeine Einschränkungen wie etwa zu Bebauungsdichte und Gebäudehöhen, sowie die konkrete Prüfung oder Bewilligung einzelner Bauvorhaben.

## Nationales

### Österreich
Denkmalschutz im engeren Sinne ist in Österreich Bundessache in Gesetzgebung und Vollziehung und untersteht dem Bundesdenkmalamt (BDA). Das österreichische Denkmalschutzgesetz (DMSG) enthielt ursprünglich einen Passus, dass das Bundesdenkmalamt ein „Verbot der Errichtung von Kiosken, Tankstellen oder sonstigen störenden Bauten“ in der unmittelbaren Umgebung eines Denkmales aussprechen konnte (ehemaliger § 8 leg.cit. i.d. Stammfassung BGBl. 167/1978). Der Verfassungsgerichtshof entschied 1995 (Erkenntnis vom 29. September 1995, G 50/95), dass das die Kompetenzen des Denkmalamtes überschreitet. Es widerspricht auch der Intention des Gesetzes, das eine Denkmaleigenschaft aus dem Wert der Originalsubstanz als Zeitzeugnis schöpft, die durch Anblicksveränderungen nicht beeinträchtigt wird, und auch nicht das öffentliche Interesse an der Erhaltung des Bauwerkes als solches betrifft.
Umgebungsschutz im Sinne des Denkmalschutzgesetzes umfasst daher also nur direkte Gefährdung des Bestandes oder Erscheinungsbildes, etwa durch Anbringung von Reklameschildern, Schaukästen, Aufschriften und dergleichen (§ 7 Abs. 1 DMSG). Diese Verbote sind von der Bezirksverwaltungsbehörde auf Antrag des Bundesdenkmalamtes auszusprechen, bei Gefahr in Verzug vom Amt selbst. Aus diesem Grund ist der Umgebungsschutz im eigentlichen Sinne ein Aspekt des Ortsbildschutzes, der als Teil der Raumordnung und Bauleitplanung typischerweise Gemeindesache und Landessache ist. So werden auch die Pufferzonen der UNESCO-Welterbestätten kommunalrechtlich behandelt.